# Control (Nitro)
Control è un singolo del rapper italiano Nitro pubblicato il 3 marzo 2023 come primo estratto dal quinto album in studio Outsider.

## Tracce
Testi di Nicola Albera, musiche di Lorenzo Spinosa e Michele Poli.
1. Control – 3:19